# Медин
Медин (укр. Медин) — село в Скориковской сельской общине Тернопольского района Тернопольской области Украины.
До 2020 года входило в Подволочисский район.
Население по переписи 2001 года составляло 512 человек. Почтовый индекс — 47814. Телефонный код — 3543.